# Fijian Broadcasting Corporation
Fijian Broadcasting Corporation, nota anche con l'acronimo FBC, è l'ente radiotelevisivo pubblico delle Figi. Trasmette dalla capitale Suva in figiano, in hindi e in inglese.

## Storia
FBC, che era già un ente radiofonico affermato, guadagnò una posizione di rilievo quando lanciò la sua prima rete televisiva , FBC TV, con il sostegno del Governo, il 25 novembre 2011.
Per formare i suoi giornalisti portò nell'azienda un esperto produttore di notiziari neozelandese per mesi contribuendo in modo significativo ad alzare gli standard dei notiziari della televisione locale.
Nel 2012 FBC ottenne i diritti esclusivi  di trasmettere nelle Figi il concorso di bellezza Miss Mondo.
Ad ottobre 2013 acquisì i diritti esclusivi per trasmettere in diretta e in chiaro la Premier League 2013-2014 e la Constellation Cup 2013.
Nel 2015 il governo emanò un decreto sulla radiotelevisione per sottrarre l'esclusiva dei diritti sportivi a Fiji TV, rendendo permettendo a FBC TV, il cui amministratore delegato all'epoca era Riyaz Saiyed-Khaiyum, di riprendersi dalle difficoltà finanziarie nelle quali versava, rendere inoltre possibile a tutta la popolazione figiana, grazie alla trasmissione in chiaro, la fruizione degli eventi mondiali importanti, inclusi quelli sportivi come il Campionato mondiale di calcio, la World Rugby Sevens Series, la Coppa del Mondo di rugby, la Coppa del Mondo di rugby a 13, la World Netball Championship, i Giochi olimpici, i Giochi del Commonwealth, i Giochi del Pacifico, i Pacific Mini Games, i Coca-Cola Games, nonché i funerali di stato, i risultati delle elezioni politiche nazionali, i rapporti sul bilancio nazionale e i lavori del Parlamento.
A novembre 2014 FBC era stata incaricata di gestire il progetto di transizione del segnale televisivo da analogico a digitale nelle Figi e a luglio 2015 presero il via i primi test nel corridoio Suva-Nasinu.
Ad agosto 2016, con il passaggio definitivo alla nuova tecnologia, FBC iniziò ad attivare nuovi canali: prima FBC 2, specializzato in programmi internazionali, fino ad allora poco reperibili sulla televisione in chiaro, poi FBC Sports, dedicato alle varie discipline sportive, FBC Pop, rete monotematica di musica, Education Channel, rivolto ai giovani e all'istruzione e FBC Plus, versione +3 di FBC TV.
Il 25 giugno 2018 fu lanciata la prima piattaforma televisiva digitale del Paese, Walesi, con fondi accordati da Aiyaz Sayed-Khaiyum come Ministro delle Comunicazioni con portafoglio.
A gennaio 2023 tutta la tv digitale delle Figi risulta criptata e necessita un decoder, con l'unica eccezione di Education Channel.

## Servizi
FBC gestisce 6 canali televisivi nazionali e 6 stazioni radiofoniche nazionali:

### Televisione
| Nome              | Sede | Тipo                                                                                | Lancio | Lingua                   |
| ----------------- | ---- | ----------------------------------------------------------------------------------- | ------ | ------------------------ |
| FBC TV            | Suva | generalista orientato soprattutto a notizie e intrattenimento                       | 2011   | hindi, iTaukei e inglese |
| FBC 2             | Suva | generalista, indirizzato maggiormente al servizio pubblico e ai programmi stranieri |        | hindi, iTaukei e inglese |
| FBC Sports        | Suva | sport 24 ore su 24                                                                  |        | hindi, iTaukei e inglese |
| FBC Plus          | Suva | canale televisivo versione +3 ore di FBC TV                                         |        | hindi, iTaukei e inglese |
| FBC Pop           | Suva | musica                                                                              |        | hindi, iTaukei e inglese |
| Education Channel | Suva | programmi per i giovani e didattici                                                 |        | hindi, iTaukei e inglese |

### Radio
| Nome           | Sede | Тipo        | Lancio | Lingua  |
| -------------- | ---- | ----------- | ------ | ------- |
| Radio Fiji One | Suva | generalista | 2011   | iTaukei |
| Radio Fiji Two | Suva | generalista | 2011   | figiano |
| Gold FM-Fiji   | Suva | musica      |        | inglese |
| Bula FM        | Suva | generalista |        | figiano |
| 2day FM-Fiji   | Suva | generalista |        | inglese |
| Mirchi FM      | Suva | generalista |        | hindi   |

Radio Fiji One e Radio Fiji Two sono classificate come stazioni di servizio pubblico e, di conseguenza, sono finanziate sia da sovvenzioni statali che da pubblicità. Le altre 4 stazioni sono classificate come commerciali e sono, quindi, finanziate esclusivamente dalla pubblicità.

## Ricezione

### Satellite[6]
| Satellite          | Eutelsat 172B | Eutelsat 172B | Eutelsat 172B | Eutelsat 172B     | Eutelsat 172B  | Eutelsat 172B  |
| Posizione orbitale | 172.0º E      | 172.0º E      | 172.0º E      | 172.0º E          | 172.0º E       | 172.0º E       |
| Canali             | FBC TV        | FBC 2         | FBC Sports    | Education Channel | Radio Fiji One | Radio Fiji Two |
| Frequenza          | 3947          | 3947          | 3947          | 3947              | 3947           | 3947           |
| Polarizzazione     | Orizzontale   | Orizzontale   | Orizzontale   | Orizzontale       | Orizzontale    | Orizzontale    |
| SR                 | 15000         | 15000         | 15000         | 15000             | 15000          | 15000          |
| FEC                | 3/5           | 3/5           | 3/5           | 3/5               | 3/5            | 3/5            |
| Modulazione        | 8PSK          | 8PSK          | 8PSK          | 8PSK              | 8PSK           | 8PSK           |

### Digitale terrestre
I canali di FBC sono diffusi in standard DVB-T HD coprendo il 90% della popolazione in banda VHF e UHF.

### Streaming
I servizi TV e radio di FBC sono disponibili in streaming.